# Sint-Jan-de-Doperkerk (Tongeren)
De Sint-Jan-de-Doperkerk of Sint-Jan Baptistkerk is een kerkgebouw in de Belgische stad Tongeren in de provincie Limburg. De kerk staat aan de Sint-Jansstraat en de Minderbroedersstraat in het centrum van Tongeren, ligt hoger en domineert het straatbeeld.
Het gebouw bestaat uit een thans ingebouwde vierkante zuidwesttoren in Maaslandse renaissancestijl, een classicistisch driebeukig schip met vier traveeën, een transept met een travee, een neoromaans koor met een rechte travee en een halfronde koorsluiting en zijkoren die het koor flankeren. Ten zuidoosten van de toren bevindt zich de sacristie en ten zuidwesten van de toren bevindt zich een voorgeplaatst portaal in neoclassicistische stijl die van latere datum dan de toren dateert. De toren is opgetrokken van baksteen en heeft drie geledingen, onderling gescheiden door mergelstenen waterlijsten. Verder heeft de toren een klokvormige torenspits gedekt door leien, hoekbanden en speklagen in mergelsteen, gesmeed ijzeren muurankers, in de tweede geleding twee mergelstenen rondbooglisenen, in de derde geleding aan iedere zijde een rondboogvormig galmgat in een geprofileerde mergelstenen omlijsting voorzien van negblokken en een bakstenen ontlastingsboog. De toren is verder voorzien van bakstenen muurpanden met daartussen speklagen druk bezet met kleine mergelstenen cartouches en gestileerde bloemmotieven. De middenbeuk is opgetrokken in baksteen en heeft een geprofileerde mergelstenen kroonlijst, bakstenen rondboogvensters en een zadeldak gedekt met leien. De romaanse delen hebben gebouchardeerde hardsteen, rondboogvensters, en rondbooglisenen aan het koor en de zuidwestgevel. Het gebouw wordt overwelft door een kruisgewelf in de toren, kruisribgewelven boven de zijbeuken en schip met in het schip tussen rondboogvormige scheibogen, een houten zoldering boven het transept en een houten tongewelf boven het koor.
De kerk was oorspronkelijk de derde parochiekerk van de stad, na de Onze-Lieve-Vrouwebasiliek en de thans verdwenen Sint-Niklaaskerk. Ze is gewijd aan Johannes de Doper.

## Geschiedenis
- Reeds in 1390 stond hier een kapel.
- In 1606 stortte de toren van de bouwvallig geworden kerk in. Deze kerk was de opvolger van de kapel. De kerk werd vermoedelijk gesticht voor de leerlooiers in dit stadskwartier
- In 1615 werd de kerk hersteld en de toren opnieuw opgebouwd in maaslandse renaissancestijl. Dit jaartal wordt op de toren vermeld
- In het midden van de 18e eeuw was het schip van de kerk opnieuw vervallen geraakt. In 1752 werd het schip afgebroken
- In 1770 werd het nieuw gebouwde schip ingewijd
- In 1797 werd de kerk gesloten. Ze is toen een tijd lang in gebruik geweest als vergaderplaats van de gemeenteraad
- In 1836 werd ze als parochiekerk in gebruik genomen
- In 1855 werd het portaal voor de toren gebouwd
- In 1888 werden het koor, transept en zijbeuken vervangen door de huidige naar het ontwerp van architect M. Christiaens

## Galerij

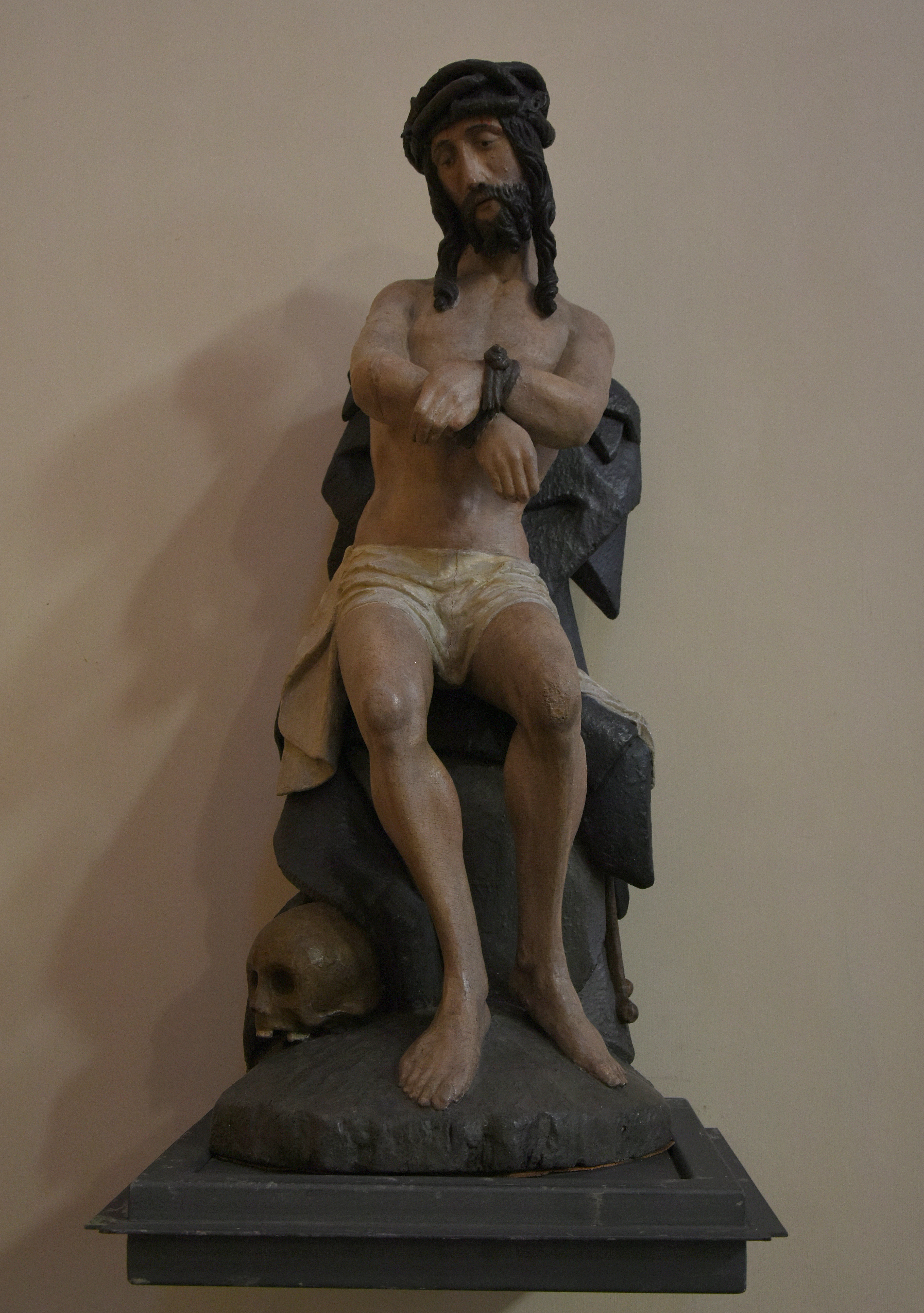
Christus op de koude steen (16e eeuw)
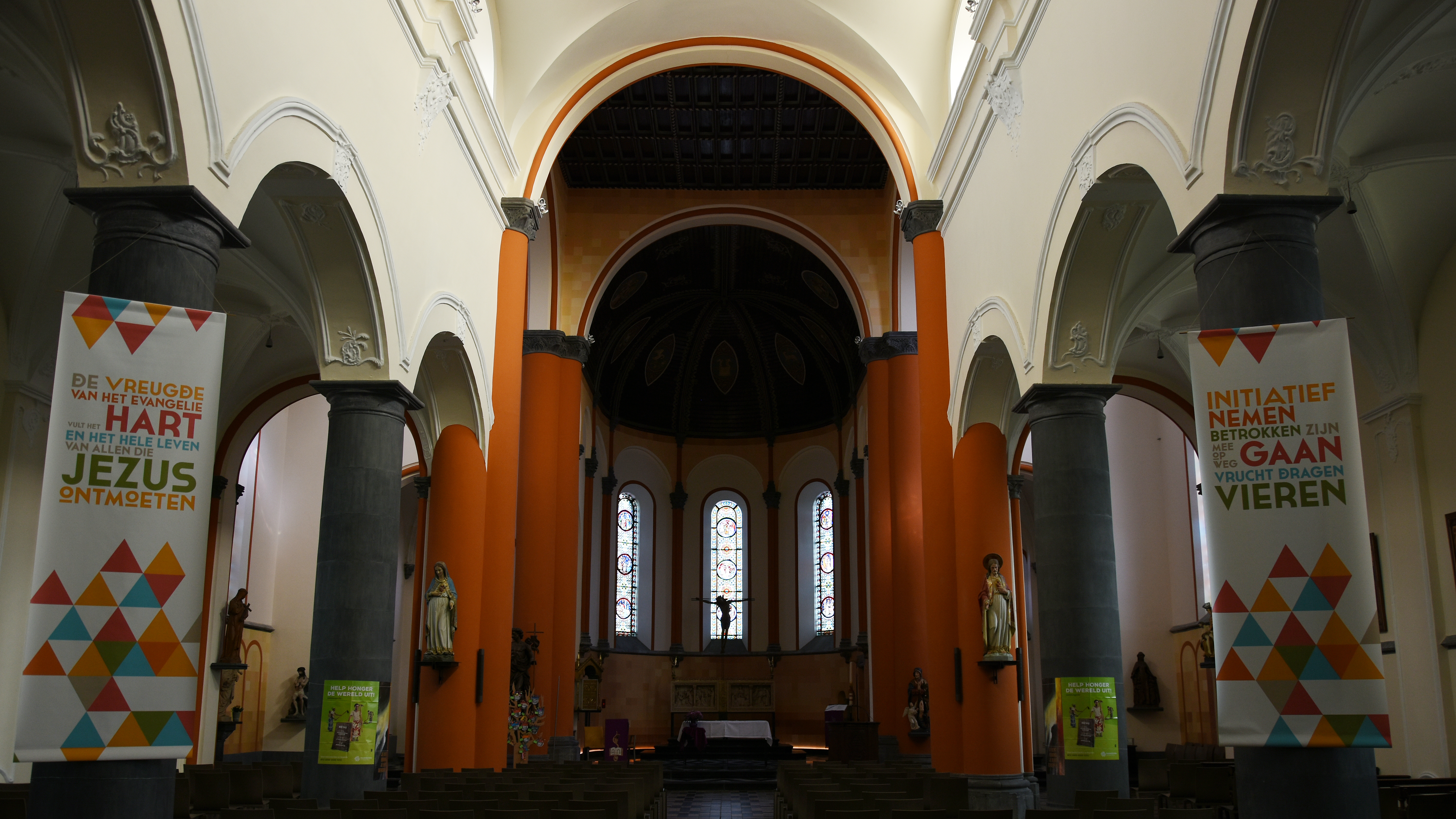
Schip en priesterkoor
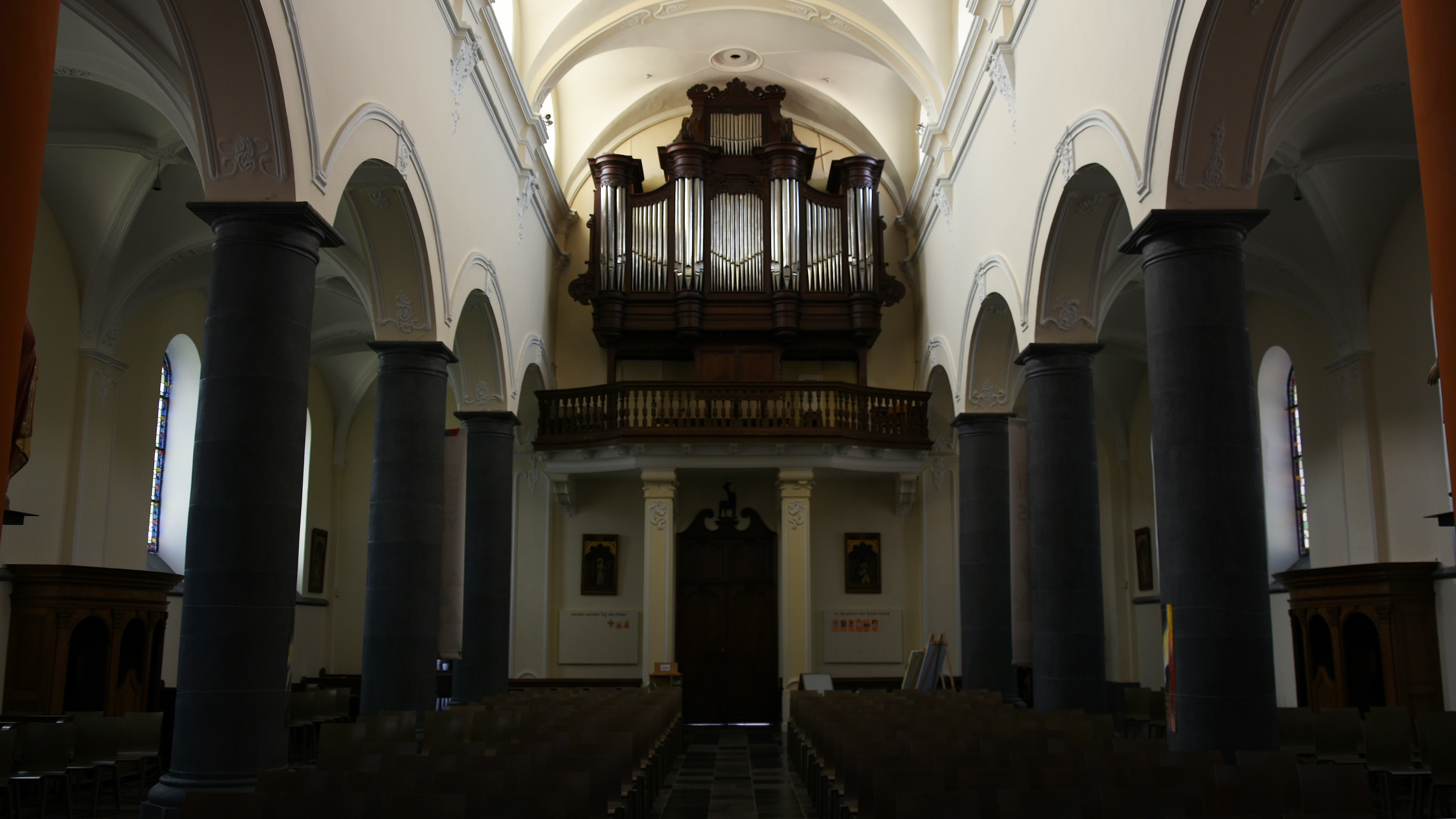
Het kerkorgel
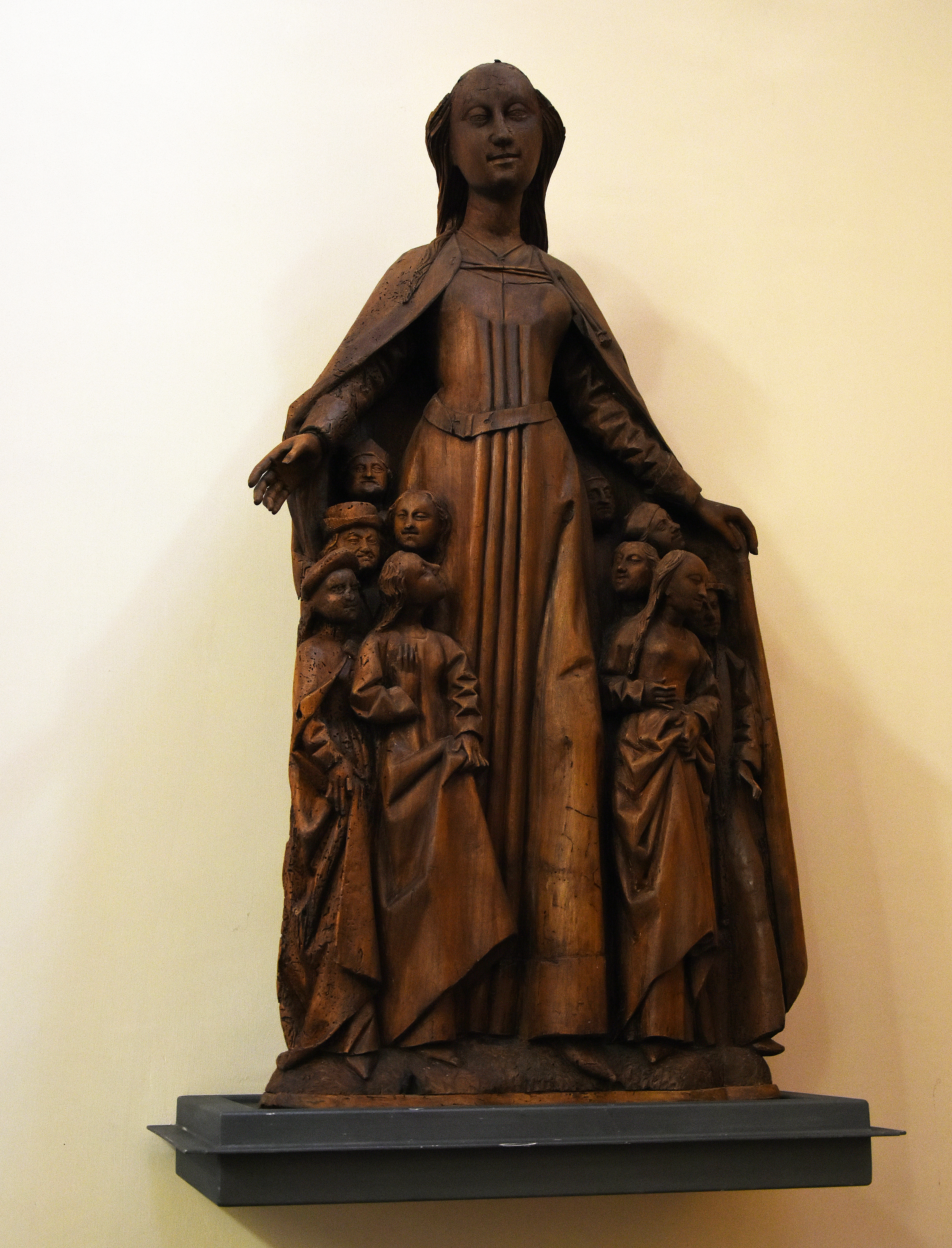
Een mantelmadonna (1460-1470) uit het Maasland